# Darea thecifera
Darea thecifera là một loài dương xỉ trong họ Aspleniaceae. Loài này được Kunth E. Fourn. mô tả khoa học đầu tiên năm 1872.